# Vladimír Mařík (politik)
Vladimír Mařík (2. září 1924 Lom u Mostu) byl válečný odbojář, v letech 1969–1986 český a československý politik Komunistické strany Československa a poslanec Sněmovny lidu a Sněmovny národů Federálního shromáždění za normalizace. Byl členem Českého svazu bojovníků za svobodu.

## Biografie
Pocházel z hornické rodiny. Za války byl totálně nasazen u firmy Walter v Praze - Jinonicích. Za druhé světové války jako student přijat do ilegální organizace Nejvyšší rady vojáků a pracujícího lidu, kde byl velitelem generál Faltus. Z jeho pověření, vzhledem k jeho určité aktivní rozvědné činnosti a přiměřené znalosti angličtiny dostal v době invaze za úkol převzít pětičlenný disent RAF v oblasti Kralupy nad Vltavou a Kladno. Tento pětičlenný disent schovával v opuštěném uhelném dole v Otvovicích, v lesích mezi Kralupy, Kladnem a Slaným. Pro tuto skupinu vojáků zajišťoval jejich úkryt, materiální a komunikační zabezpečení. Po ukončení války byl vyznamenán vrchním velitelem britských vojsk polním maršálem H. Alexandrem. Po válce byl též oceněn prezidiem Svazu veteránů. Také se účastnil květnového povstání, roku 1945 byl předsedou Revolučního národního výboru v Zákolanech u Kladna. Vystudoval právnickou fakultu Karlovy univerzity a roku 1949 se stal tajemníkem Ústřední národohospodářské komise Ústřední rady odborů. V ÚRO později pracoval jako zástupce vedoucího výrobně masového oddělení a jako vedoucí pracovně právního oddělení. Byl absolventem Vysoké školy politické ÚV KSČ, kde obdržel titul RSDr.
Po federalizaci Československa usedl do Sněmovny lidu Federálního shromáždění, zde zastával funkci předsedy ústavně právního výboru. Mandát nabyl až dodatečně v říjnu roku 1969. Uvádí se tehdy jako pracovník odborového hnutí a pomocník místopředsedy Ústřední rady Revolučního odborového hnutí. Působil jako člen právní komise Ústředního výboru Komunistické strany Československa. Coby člen vědeckého kolegia státu a práva Československé akademie věd a člen komise pro práva pracujících při Světové odborové federaci se specializoval na problematiku práv pracujících.
Ve volbách roku 1971 přešel do Sněmovny národů (volební obvod Severočeský kraj) a mandát obhájil ve volbách roku 1976 (obvod Jablonec nad Nisou-Liberec-jih-Česká Lípa-východ). Ve volbách roku 1981 se vrátil do Sněmovny lidu. V parlamentu setrval až do konce volebního období, tedy do voleb roku 1986.
Je autorem prvního zákoníku práce v Československu. Po sametové revoluci se nadále zabýval problematikou pracovního práva, kdy poskytoval právní poradenství v oblasti zákoníku práce, občanského zákoníku a restitucí. Od roku 2004 přednáší a publikuje na Vysoké škole finanční a správní v Praze.

### Vyznamenání
- Pamětní medaile k 20. výročí osvobození ČSSR, 1965
- Vyznamenání Za zásluhy o výstavbu, 1970, č. matriky 15270[10]
- Řád práce, 1974, č. matriky 4881